# رائول چاوس
رائول چاوس (اسپانیایی: Raúl Chávez‎; ۴ مارس ۱۹۳۹ – ۴ نوامبر ۲۰۱۰) بازیکن فوتبال اهل مکزیک بود.
از باشگاه‌هایی که در آن بازی کرده‌است می‌توان به باشگاه فوتبال مونتری اشاره کرد.
وی همچنین در تیم ملی فوتبال مکزیک بازی کرده‌است.